# جلوه (فیلم ۱۹۸۷)
جلوه (به هندی: Jalwa) یک فیلم سینمایی هندی در ژانر اکشن محصول سال ۱۹۸۷ و به کارگردانی پانکوج پاراشار با بازی نصیرالدین شاه، آرچانا پوران سینگ، سعید جعفری، جانی لور، دالیپ تاهیل، روهینی هاتانگادی، آمیتاب باچان، فرح خان، ای. کی. هانگال و ساتیش کایشیک است.